# Southport (Maine)
Southport város az USA Maine államában, Lincoln megyében. Lakosainak száma 622 fő (2020. április 1.).

## Népesség
A település népességének változása:

| 2010 | 606 |
| 2020 | 622 |